# Michal Bauer
Michal Bauer (* 28. března 1966 Znojmo) je český literární teoretik a básník. Vědecky se zabývá českou literaturou 20. století.

## Život
Maturoval na znojemském gymnáziu a v roce 1990 absolvoval na Pedagogické fakultě JU v Českých Budějovicích, kde studoval češtinu a dějepis. V roce 1997 získal na Filozofické fakultě MU v Brně titul Ph.D., o šest let později se habilitoval na Ostravské univerzitě a v roce 2014 byl jmenován profesorem Jihočeské univerzity pro obor Dějiny novější české literatury. Původně byl odborným asistentem na katedře českého jazyka a literatury zdejší pedagogické fakulty. Od roku 2006 působí na Ústavu bohemistiky Filozofické fakulty JU, jehož byl i v letech 2011 až 2019 ředitelem.